# Robert Franklin Stroud
Robert Franklin Stroud, född 28 januari 1890 i Seattle, Washington, död 21 november 1963 i Springfield, Missouri, känd som "Birdman of Alcatraz", var en amerikansk fånge som under sin tid i United States Penitentiary, Leavenworth fängelset studerade och födde upp fåglar. Han blev så småningom ornitolog.
Robert Franklin Stroud sägs vara, tillsammans med bland andra Al Capone och Frank Lee Morris, en av de kändaste brottslingarna som någonsin vistats på Alcatraz.

## Fängelsetid
Stroud dömdes till 12 års fängelse den 23 augusti 1909 för dråp och blev placerad på det federala fängelset Puget Sound vid ön McNeil Island. Det visade sig att man skulle få stora problem med honom, då han visade tecken på ett våldsamt beteende som gav upphov till ett flertal mordförsök. Han dömdes till ytterligare 6 månaders fängelse och blev överförd till Leavenworth fängelset i Kansas. Där började han studera fåglar och skrev två böcker om dem.
Stroud dömdes till döden i juni 1918, men domen omvandlades istället till livstids fängelse efter att hans mor vädjat till den dåvarande presidenten Woodrow Wilson att skona hans liv.
Stroud överfördes till Alcatraz den 19 december 1942, där han bland annat tillbringade sex år i segregation. Under sin tid på Alcatraz fick han tillgång till dess bibliotek och började då studera juridik.
Robert Stroud skrev förutom två böcker om fåglar även en självbiografi om tiden på Alcatraz. Denna gavs ut 1955.

## I populärkultur
Stroud har omnämnts i ett flertal långfilmer, bland annat i Flykten från Alcatraz och Fången på Alcatraz, varvid Stroud i den sistnämnda filmen spelades av Burt Lancaster, som senare blev Oscarsnominerad för rollen.